# 梭砂贝母
梭砂贝母（学名：Fritillaria delavayi）又称炉贝，为百合科贝母属下的一个种。

## 扩展阅读
維基物種上的相關：梭砂贝母